# Langensoultzbach
Langensoultzbach é uma comuna francesa na região administrativa de Grande Leste, no departamento Baixo Reno. Estende-se por uma área de 13,08 km². Em 2010 a comuna tinha 939 habitantes (densidade: 71,8 hab./km²).